# Северная (нижний приток Пизи)
Северная (в верховье Полуденка) — река в Пермском крае России. Устье реки находится в 13 км по левому берегу реки Пизя. Длина реки составляет 19 км. 

## Данные водного реестра
По данным государственного водного реестра России относится к Камскому бассейновому округу, водохозяйственный участок реки — Кама от Камского гидроузла до Воткинского гидроузла, речной подбассейн реки — бассейны притоков Камы до впадения Белой. Речной бассейн реки — Кама.